# Ligne d'Étiveau à Montchanin
La ligne d'Étiveau à Montchanin est une ancienne ligne ferroviaire française, qui reliait Saint-Gengoux-le-National, près de Cluny, à Montchanin.
Ouverte en 1889, elle ferma au trafic voyageurs en 1938, puis sa fermeture au service marchandises intervint en plusieurs étapes entre 1940 et 1969. Elle est aujourd'hui déclassée et déposée en totalité.
Elle constituait la ligne n°771000 du réseau ferré national.

## Histoire

### Origine et ouverture
La ligne est concédée au titre de l'intérêt local, par une convention signée le 26 août 1873 entre le préfet de Saône-et-Loire et Messieurs Parent-Pecher et Riche frères. 
Cette convention est approuvée par décret le 8 janvier 1874.
La ligne est reclassée dans le réseau d'intérêt national par une loi, le 3 juillet 1880.
La ligne est concédée à titre définitif à la Compagnie des chemins de fer de Paris à Lyon et à la Méditerranée (PLM) par une convention signée entre le ministre des Travaux publics et la compagnie le 26 mai 1883. 
Cette convention est approuvée par une loi, le 20 novembre suivant.
La ligne ouvre intégralement à partir du 15 juin 1889.

### Fermeture
Le 1er juillet 1938, la SNCF ferma la ligne au service voyageurs, dans son intégralité. Elle rouvrit périodiquement durant la Seconde Guerre mondiale, et certains tronçons restèrent en service jusqu'en 1948, date à laquelle la ligne fut définitivement fermée au service voyageurs.
Le 25 décembre 1940, la section reliant Saint-Gengoux à Étiveau ferme au service marchandises.
À partir de 1941, la section reliant Étiveau au Puley ainsi que la section reliant Le Puley à Montchanin cessent d'être exploitées, la commune du Puley se trouvant près de la ligne de démarcation qui séparait la zone occupée par les forces allemandes de la zone dite libre durant la guerre. Ces sections seront immédiatement déposées sur ordre de l'armée allemande, et seront « officiellement » fermées, respectivement en septembre 1942 et en juillet 1943.
Seule la section reliant Étiveau à Genouilly restera en place, et ouverte au fret jusqu'en avril 1969.
Une section située sur le territoire de la commune de Montchanin, du pK 25,799 au pK 26,865, et rattachée à la ligne, resta également ouverte au fret et ferma dans les années 1980.

### Déclassement
La section reliant Saint-Gengoux à Étiveau est la première à fermer, par une loi parue le 30 novembre 1941.
La section reliant Genouilly à Montchanin (du moins jusqu'au pK 25,799) est déclassée par décret le 12 novembre 1954.
La section reliant Étiveau à Genouilly ferme le 29 octobre 1970.
Enfin, la section à Montchanin (entre les pK 25,799 et 26,380) est finalement déclassée le 12 septembre 1985.

## Infrastructure
La ligne était constituée d'une unique voie à écartement standard, non électrifiée et longue d'environ 27 kilomètres.

## Tracé
La ligne débute à Saint-Gengoux, où elle suit un tracé parallèle à la ligne de Cluny à Chalon-sur-Saône, jusqu'à Étiveau.
Elle dessert ensuite Culles, Genouilly, Le Puley, Saint-Laurent-d'Andenay, et enfin Montchanin où elle rejoint la ligne de Nevers à Chagny.
Malgré la longueur de la ligne, elle traverse trois viaducs, deux tunnels, ainsi qu'un pont, tout au long de son parcours.
Lors de la construction de la LGV Sud-Est, la section reliant Genouilly à Montchanin ainsi que les traverses qui s'y trouvaient ont servi à la construction de la ligne à grande vitesse ; de fait, l'ancien tracé de la ligne est coupé à plusieurs reprises par la LGV. 